# 詩篇
《詩篇》或譯《聖詠集》（希伯來語：תְּהִלִּים，[Tehillīm] 错误：{{Transl}}：无法识别转译标准 $1（帮助）），唐朝景教譯《多惠法王經》，伊斯蘭教稱為“宰逋尔”，是舊約聖經诗歌智慧书的第二卷，是古代以色列人對上帝真正敬拜者所記錄的一輯受感示的詩歌集，包括150首可用音樂伴唱的神聖詩歌，供人在耶路撒冷的聖殿中對主作公開崇拜時唱詠之用。它是《希伯来圣经》中第19本书。這些詩歌除了對主的頌讚之外更含有許多禱告，也透露對主充滿信賴的心聲。
在《希伯來聖經》中，這本書的名字是西佛·透希爾林（Se′pherTehil·lim′），意即“讚美之書”，或簡稱透希爾林（Tehil·lim′），即“讚美詩”。它是透爾拉（Tehil·lah′）一字的複數詞，意思是“讚美”或“讚美歌”。這個詞見於詩篇第145篇的題署。“詩篇”一詞採自希臘文《七十士譯本》所用的桑末（Psal-moi′），所指的是用樂器伴奏的歌。這個名字也曾屢次在基督教希臘文聖經中出現，例如在《路加福音》第20章第42节参及《使徒行傳》第1章第20节参。詩篇乃是用來讚頌、敬拜上帝的神聖詩歌。

## 寫作背景

### 关于作者
- 這方面的資料主要来自詩篇的標題；在150篇中有116篇附有標題。這些標題可包括下列六類的資料：
  - 種類（如金詩，訓誨詩等）、
  - 用途（如獻殿，安息日）、
  - 樂器（如絲弦，吹奏的樂器）、
  - 調子（如遠方無聲鴿，百合花）、
  - 作者（如大衛，摩西，可拉的後裔）、
  - 寫作的場合或原因（如三篇：“大衛逃避他兒子押沙龍的時候作的詩”）。

根據這些標題，我們可以總結出《詩篇》裡四位主要的作者。他們都是著名的音樂家，肩負歌頌神的重責。
1. 希幔與以探的訓誨詩（89篇）
2. 大卫總共作了73篇的詩
3. 亞薩所寫的12篇
4. 可拉後裔的11篇

此外，詩篇亦包括了耶杜頓撰寫的三篇（《詩篇》第39篇参、《詩篇》第62篇参、《詩篇》第77篇参）、所羅門撰寫的兩篇及摩西寫的一篇。
另外，由於一些大衛的詩提及聖殿或被擄，有學者認為不會出自大衛的手。無可否認，“大衛的詩”原文可有各種的解釋，包括：
1. 大衛所寫的詩
2. 為大衛而寫的詩
3. 許選自一本“大衛詩集”都指大衛親筆所寫的詩

## 主題特色

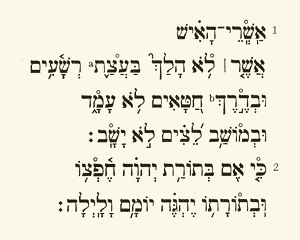
诗篇第一章的希伯来语文本。

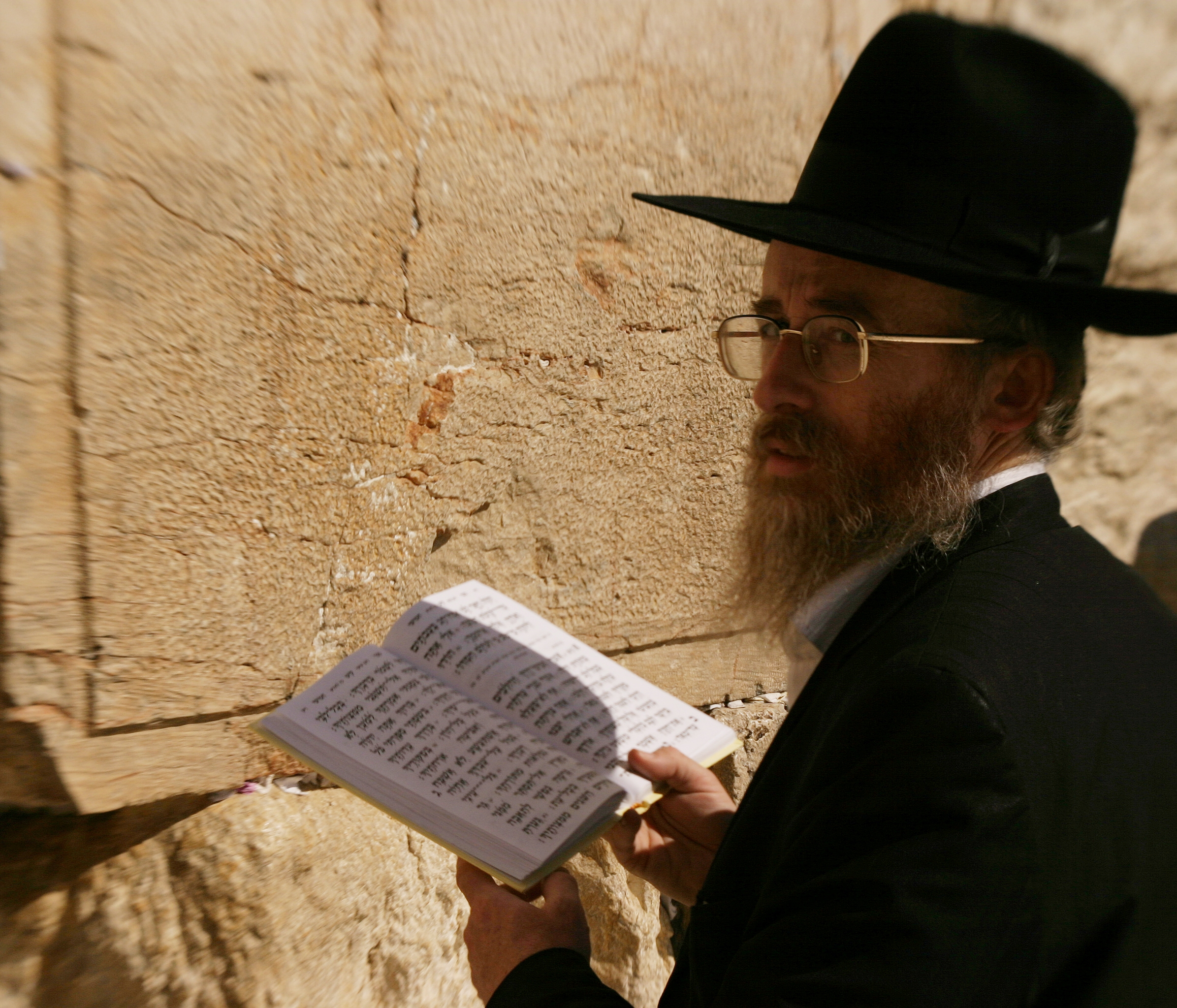
一位犹太人在西墙前朗读诗篇

- 詩篇的主要内容是对犹太人的神耶和华的祈祷和頌讚。

- 祈禱的詩歌：

诗人遭遇患难（例如疾病，被人誣告等）時向神献上的哀求，求神迅速除去他們的痛苦。
- - 祈禱詩的結構一般为：

1. 呼叫耶和华的名字（引言）
2. 向神细說痛苦（詩人的苦情）
3. 求神采取拯救的行動（祈求的内容）
4. 指出神為何應該應允祈禱（祈求的基礎）
5. 向神许愿或即时发出信心的讚美（结语）

祈祷诗分為个人或團體的祈禱詩：前者的重點是詩人自己遇到的困难，后者则多是全國遭受外敌的侵略和凌辱。
- 颂赞的詩歌：
  - 讚美詩：耶和华的奇事和属性（例如创造，救贖选民出埃及，祂的慈爱信實等）。這類讚美詩分为三部分：

1. 引言（邀请人同来赞美耶和華）
2. 原因（指出为什么要讚美祂）
3. 结語（重复引言或诗人的立志）

- - 感恩诗：述说耶和华如何垂听了诗人遇难时的祈禱，搭救了他，故他现在到聖殿獻上感恩祭，赞美神为他們施行了奇事。這一類於感恩詩包括：

1. 引言（诗人称颂神）
2. 原因（復述以前落入困境和獲神拯救的經過）
3. 劝勉（鼓励和他一起的亲友或旁观者敬畏這位信實的耶和华）
4. 结语（向神還願）

## 主要内容

### 第一卷
（《詩篇》第1篇参-《詩篇》第41篇参）這卷詩除了第1、2、10及33篇之外，其餘各篇均注明是大衛執筆的。詩篇第1篇開宗明義地道出詩篇的主旨，指出喜愛耶和華的律法，晝夜思想而竭力跟從的人是快樂的；他們與不敬虔的罪人截然不同。這便是詩篇中頭一次宣述的福。詩篇第2篇一開始便提出一個挑戰性的問題，論及世上的君王和臣宰合謀“敵擋耶和華並祂的受膏者”。耶和華嘲笑他們，並在怒中責備他們説：“我已經立我的君在錫安──我的聖山上了。”祂必定會把一切仇敵徹底粉碎。你們作君王和統治者的，現在便“當存畏懼事奉耶和華”，並要尊敬祂的愛子，否則就自招滅亡了！（第2，6，11節）故此詩篇很快便引出了聖經的王國主題。
在第一卷詩裏，禱告──不論是懇求抑或感恩的祈禱──居於顯著地位。詩篇第8篇把耶和華的偉大和人的渺小作一對照，第14篇則把拒絕順服上帝權威的人的愚昧揭露無遺。詩篇第19篇描述耶和華上帝的奇妙創造如何彰顯祂的榮耀，第7-14節則强調謹守上帝的完美律法所帶來的豐富裨益；後來第119篇詩對此作了更詳盡的論述。詩篇第23篇是舉世公認的偉大文學傑作之一，但它感人至深之處在於以優美簡潔的筆觸把執筆者對耶和華的忠貞信賴表露無遺。我們多麽渴望能够「一生一世住在偉大牧者耶和華的殿中！」（23:1-6）詩篇第37篇對生活在惡人當中的一切敬畏上帝的人提出健全的忠告，第40篇則鼓勵人要像大衛一樣甘心樂意遵行上帝的旨意。

### 第二卷
（《詩篇》第42篇参-《詩篇》第72篇参）這卷的頭八篇詩是由可拉的後裔執筆的。《詩篇》第42篇参標明由可拉的後裔所寫，而《詩篇》第43篇参雖然沒有標題，但其實第42篇和第43篇原本是一首分成三段的詩歌（詩42:1-5，詩42:6-11，詩43:1-5），各段由一句重複的話將其連接起來。詩篇第49篇强調人無法為自己提供贖價，並指出唯有上帝才能救贖世人脱離“陰間的權柄”。（第15節）詩篇第51篇是大衛與赫人烏利亞的妻子拔示巴犯了大罪之後所寫的，詩句流露出衷誠悔改的精神。（《撒母耳記下》第11章第1节参-《撒母耳記下》第12章第24节参）這卷詩的最後一首注明是“論及所羅門的詩”（《新世》），詩句祈求耶和華祝福所羅門，與他同在，使他國運亨昌。──《詩篇》第72篇参

### 第三卷
（《詩篇》第73篇参-《詩篇》第89篇参）其中至少有兩篇詩，詩篇第74及79篇，是在耶路撒冷於公元前607年遭受毁滅之後寫成的。詩中對該城的浩劫深表哀痛，並懇求耶和華因祂名的榮耀幫助祂的百姓。（《詩篇》第79篇至第9篇参）詩篇第78篇憶述以色列的歷史，自摩西起一直記述到大衛如何“按心中的忠誠牧養他們”（第72節）；此外，第80篇指出耶和華的確是“以色列的牧者”。（第1節）詩篇第82及83篇以强烈的語氣懇求耶和華判決除滅一切與祂和祂百姓為敵的人。經文絶非只求復仇雪恥，而是深盼百姓“尋求祢──耶和華的名！⋯⋯使他們知道唯獨祢──名為耶和華的──是全地以上的至高者！”（《詩篇》第83篇至第16篇参，《詩篇》第83篇至第18篇参）卷末的第89篇則顯揚“耶和華的慈愛”，正如祂與大衛所立的約以無與倫比的方式所顯示的一般。大衛的後裔必在耶和華面前坐在大衛的寶座上施行統治，直到永遠！（第1，34-37章）

### 第四卷
（《詩篇》第90篇参-《詩篇》第106篇参）這卷詩像第三卷一樣包含17首詩。它以摩西的禱告開始，將上帝的永恆與人生的匆促短暫作一鮮明對照。詩篇第92篇頌揚耶和華的卓越品德，接着是一組偉大的詩篇，詩篇第93-100篇。這組詩一開始便歡呼説：“耶和華作王！”因此“萬民”都要“向耶和華歌唱，稱頌祂的名！⋯⋯因耶和華為大，當受極大的讚美”。“耶和華在錫安為大”。詩篇第95篇及第96篇有選節在聖公會的公禱書裡合稱為皆來頌。詩篇第105及106篇齊聲讚美耶和華，因祂為自己的百姓施行奇妙的作為。儘管他們屢次大發怨言，故態復萌，上帝仍然忠貞地緊守祂與亞伯拉罕所立的約，把應許之地賜給亞伯拉罕的後代。
詩篇第104篇稱頌耶和華，因祂以尊榮威嚴為衣，並宣述祂在地上的偉大作為和豐饒出産所顯明的智慧。經文接着强調詩篇全書的主題而首次發出這樣的歡呼：“你們要讚美耶和華！”（第35節）經文籲請所有純真的敬拜者要把耶和華的名所配得的讚美歸給祂。這句話在希伯來文只用一個字詞去表達，就是哈路亞或“哈利路亞”，後者的寫法是今日普世的人所熟悉的。從這節經文起，這句話一共出現了24次，有不少詩篇更以這句話作開始和結束。

### 第五卷
（《詩篇》第107篇参-《詩篇》第150篇参）第107篇描述耶和華如何施行拯救，並多次反覆使用這句音調優美的話：“但願人因耶和華的慈愛和祂向人所行的奇事都稱讚祂。”（第8，15，21，31節）第113至118篇便是所謂的頌讚詩篇。據密西拿經所記，這些乃是猶太人在舉行逾越節、五旬節、住棚節和獻殿節時詠唱的詩歌。
第117篇詩十分簡潔有力，是聖經中節數最短的一章。第119篇則是聖經中篇幅最長的一章，順序按22個希伯來字母分段，每段8節，共計176節。除了兩節（第90和122節）外，所有經節都在某方面指向耶和華的話語和律法，並在每段裏複述詩篇19:7-14所用的字詞（律法、法度、訓詞、命令、典章）。全章共用了以下8個字詞去表達上帝的話語：命令、典章、律法、訓詞、律例、法度、言語、話語，反覆提及逾170次。
詩篇第120-134篇這一組15篇詩稱為登高之歌。譯者對這個詞語有不同的譯法，原因是它的意思仍未完全為人了解。有些人認為這個名稱所指的是這組詩歌的內容意義崇高，雖然並無清晰的理由要抬舉這組詩過於其他詩篇。許多注釋家認為這個名稱出自詩歌的原本用途：供敬拜上帝的人“登上”耶路撒冷城守節時詠唱之用。當時前往首都的路程被人稱為登城，因為該城高踞在猶大諸山之上。大衛對上帝的百姓必須團結一致地敬拜上帝一事懷有特别深刻的體會。他十分高興聽到人這樣説：“我們往耶和華的殿去。”衆支派的確上那裏去，一同“稱讚耶和華的名”。為了這緣故，他懇切祈求耶路撒冷得享和平、安全、繁榮；他禱告説：“因耶和華──我們上帝殿的緣故，我要為你求福！”
詩篇第132篇談及大衛所起的誓，表示他不會歇息，直等到他為代表耶和華臨在的約櫃尋得適當的安息之所為止。約櫃被安放在錫安後，經文以優美的詩句描述耶和華的確已揀選了錫安作為“永遠安息之所，我要住在這裏，因為是我所願意的”。上帝承認這個地方是崇拜的中心，“因為在那裏有耶和華所命定的福”。“願⋯⋯耶和華，從錫安賜福給你們！”
詩篇第135篇稱頌耶和華為當受讚美的上帝，因祂凡事都隨己意而行，從而跟虚無的偶像有天淵之别。造偶像的人必定會像它們一樣遭受毁滅。第136篇是供和唱之用的，故此每句都以此作為結束：“因祂的慈愛永遠長存。”這種和應體裁曾在許多場合被採用。詩篇第137篇透露當時猶太人雖然被放逐到巴比倫去，心底裏卻仍時刻惦念着錫安；這也證明他們雖然遠離家鄉，卻沒有忘記祖國的詩歌或詩篇。詩篇第145篇歌頌耶和華的美善和王權，並宣告祂“保護一切愛祂的人，卻要滅絶一切的惡人”。（第20節）然後來到詩篇令人振奮的高潮，詩篇第146-150篇再次强調全書的榮耀主題，每首詩的開始與結束均是：“你們要讚美耶和華！”這種讚美之聲在詩篇第150篇達到最高潮，在六節詩中曾13次籲請宇宙衆生齊聲讚美耶和華。

## 基督新教觀點

### 所彰顯的上帝的特質
聖經中的詩篇兼具文字與風格之美，足以和任何語言的文學傑作媲美。然而基督徒普遍认为，它並非僅是一本文學著作而已；它的內容包含來自耶和華上帝的信息。這本書深入洞察聖經的各項基本道理。
- 表明耶和華是宇宙及其中萬物的創造者。[9]
- 耶和華的名字在詩篇中總共出現了近700次。此外，耶和華這名字的縮寫式“耶”則出現了43次；因此，耶和華的聖名平均在每一篇詩中出現約5次。此外，詩篇以以魯謙或上帝一詞談及耶和華約350次。詩篇中有許多地方也以“至高統治主”的頭銜去表明耶和華的至高統治權。[10]

詩篇表明人與永在的上帝不同：
- 人人都會死，都生在罪孽之中而需要一位救贖者。人一死便歸回“塵土”，下到希屋爾（人類墳墓的總稱）中。[11]
- 詩篇强調人需要留意上帝的律法和信賴耶和華。[12]
- 它警告人提防任意妄為和“隱而未見的過錯”。[13]
- 鼓勵人要誠實及有健康的交往。[14]
- 它指出良好的品行是耶和華所嘉許的。[15]
- 它向人提出光明的希望，宣告“救恩屬乎耶和華”；凡是敬畏他的人，他要“救他們的命脱離死亡”。[16]

### 詩篇所含的預言
在基督徒角度中詩篇充滿了許多預言，表明“大衛的子孫”耶穌基督會以耶和華的受膏君的身分施行統治。（《馬太福音》第1章第1节参）後來基督徒會衆在公元33年的五旬節産生，聖靈開始啟發使徒們對預言的了解。在那一天，彼得在他的著名演講中一再引用詩篇的經文去發展演講的主題。這個主題與一個人有關：“拿撒勒人耶穌”。彼得的論據的較後部分差不多完全基於引自詩篇的經文，證明耶穌基督便是那更大的大衛，而且耶和華不會撇下耶穌的魂在地獄裏，而是要使他從死裏復活過來。“大衛並沒有升到天上，”但是，正如他在詩篇110篇預言説，他的主卻會如此行。关于大衛的主，使徒彼得在演講達到高潮時有力地回答説：「就是你們所釘死的耶穌！」
彼得根據詩篇所作的演講产生了巨大的影响，圣经记载，在那天大約有3,000人受浸加入基督徒會衆。這件事實是對以上的問題提出有力的答覆。（《使徒行傳》第2章第41节参）
不久之後，在一個特别聚會中，衆門徒向耶和華提出懇求。他們引用詩篇2:1-2，並且説這些話已應驗了，因為世上的君王聯合起來攻擊上帝“所膏的聖僕耶穌”。記載也繼續説，他們“都被聖靈充滿”。

### 新約引用證明耶穌的地位
在希伯來書最先的兩章，有多節經文是引自詩篇的，論及耶穌是在天上作王的上帝兒子，比其他天使更優越。保羅根據《詩篇》第22篇至第22篇参和其他經文表明，耶穌有一個由“弟兄”組成的會衆，是亞伯拉罕的種子的成員，是“同蒙天召的”。從希伯來書6:20開始直至第7章，使徒進一步談及耶穌還持有另一個職位，“照着麥基洗德的等次成了永遠的大祭司”。這是指上帝在詩篇110:4起誓所作的應許而言。保羅再三提及這個應許，藉此證明耶穌的祭司職分比亞倫的優越得多。使徒保羅解釋，藉着耶和華的誓言，耶穌得以在天上而不是在地上作祭司，並且“永遠為祭司”──他的祭司職分會為人類帶來永久的裨益。
希伯來書10:5-10说，耶穌深深體會到自己必須犧牲生命；這乃是上帝對他所定的旨意，而他亦決心要執行上帝的旨意。這是以大衛在詩篇40:6-8所説的話為根據的。這種對上帝效忠的精神的確堪作我們的榜樣，對我們每個人都有極大的裨益。我們可以思念和效法這個榜樣而贏得上帝的嘉許。
耶穌所採取的途徑在他於苦刑柱上經歷可怕的考驗時達到高潮。詩篇曾以令人驚訝的細節預言到這件事，包括有人拿醋給耶穌喝，别人抽签分他的外衣，他手腳所受的殘酷傷害，他受人嘲笑，以及耶穌呼喊説：“我的上帝！我的上帝！為什麽離棄我？”時所表現的更大精神痛苦。約翰福音19：23-30指出，甚至在這個艱苦的時刻，耶穌也必然從詩篇得到安慰與指引；祂深知經上所有的話都必須應驗。耶穌也知道詩篇曾談及祂的復活與擢升。祂在死亡的前夕帶領使徒們一同“唱詩”讚美耶和華時，祂無疑將這些事謹記在心。（《馬太福音》第26章第30节参）
詩篇表明“大衛的子孫”和王國的種子就是基督耶穌，他現今已在天上的錫安被擢升為君王和祭司。基督教希臘文聖经大量引用詩篇經文，表明这些经文已應驗在耶和華的受膏者身上。此外，詩篇也預言到耶穌的真正門徒所組成的會衆，但不是論及其中個别分子而是論及整個群體。這群來自萬國的人得蒙耶和華的喜悦，一同致力於讚美耶和華的聖名的工作。

### 强化信心
研讀詩篇可以加深基督徒對耶和華上帝的王權的體會。耶和華通過應許的種子和王國的後嗣行使他的王權，洗雪他的聖名而為自己帶來榮耀。留意其中的内容就能因「耶和華的威嚴和尊榮」而歡欣，正如大衛在詩篇第145篇所説一般：“他們要傳説祢國的榮耀，談論祢的大能，好叫世人知道祢大能的作為，並祢國度威嚴的榮耀。祢的國是永遠的國！祢執掌的權柄存到萬代！”正如詩篇所預言，上帝建立的基督王國由人廣為宣揚。詩篇所説的最後一句話十分適當：“凡有氣息的都要讚美耶和華！你們要讚美耶和華！”（《詩篇》第150篇至第6篇参）

## 章节划分差异

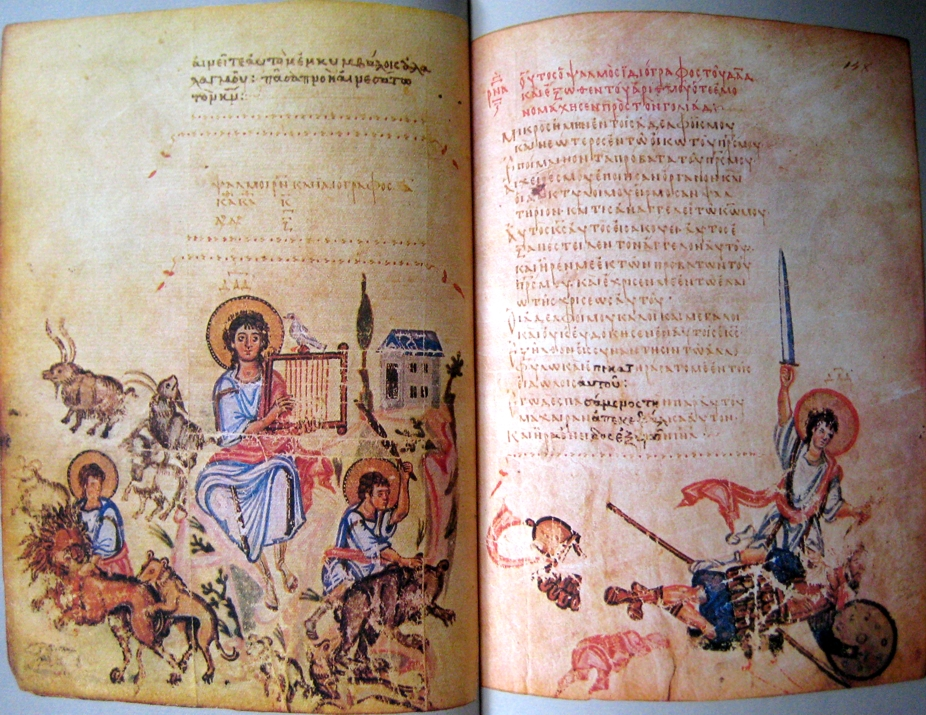
IX

希伯来语（马所拉文本）和希腊语（七十士译本）译本的差异：
| 希伯来语诗篇 | 希腊语译本 |
| ------------ | ---------- |
| 1–8          |            |
| 9–10         | 9          |
| 11–113       | 10–112     |
| 114–115      | 113        |
| 116          | 114–115    |
| 117–146      | 116–145    |
| 147          | 146–147    |
| 148–150      |            |

- 希伯来语诗篇第9和10篇在希腊语译本中被合并为第9篇
- 希伯来语诗篇第114和115篇在希腊语译本中被合并为第113篇
- 希伯来语诗篇第116篇在希腊语译本中被拆分为第114篇和115篇
- 希伯来语诗篇第147篇在希腊语译本中被拆分为第146篇和147篇

## 为诗篇配乐
讲多篇诗篇合并进单一作品的著名作曲家有：
- 奇切斯特诗篇 – 伦纳德·伯恩斯坦（Leonard Bernstein）
- 波兰诗篇旋律 – 米科瓦伊·戈莫乌卡
- 诗篇交响乐 – 斯特拉文斯基（Igor Stravinsky）

诗篇的内容一般用于晚祷，知名音乐家如：克勞迪奧·蒙特威爾第（Claudio Monteverdi），莫札特和安东尼奥·维瓦尔第（Antonio Vivaldi），他们创作时引用诗篇是作为教堂音乐家的责任的一部分。
为单独诗篇配乐的作品在下面列出，这些作品只包含一篇诗篇的内容：
- 诗篇 121 和 诗篇 124 音乐家：洛伊斯·布尔乔亚 （c. 1500–1559）
- 我抬起眼睛（诗篇 121）音乐家：奥兰多·德·拉絮斯（1532–1594）
- 诗篇 1、29、121 和 150 音乐家：海因里希·许茨（1585–1672）
- Beatus Vir (诗篇 112) 音乐家：维瓦尔第（1678–1741）
- 诗篇 121 音乐家：巴赫（1685–1750）
- 诗篇 148 音乐家：威廉·比林斯（1746–1800）
- 诗篇 42（1837）音乐家：门德尔松（1809–1847）
- 诗篇 150 音乐家：塞扎尔·弗兰克（1822–1890）
- 诗篇 13 音乐家：勃拉姆斯（1833–1897）
- 诗篇 13 音乐家：李斯特（1811–1886）
- 诗篇 18 音乐家：卡米爾·聖桑（1835–1921）
- 诗篇 148 音乐家：佛漢·威廉斯（1872–1958）
- 诗篇 148 音乐家：古斯塔夫·霍尔斯特（1874–1934）
- 诗篇 14、24、25、42、54、90、135 和 150 音乐家：查理斯·艾伍士（1874–1954）
- 诗篇 121和诗篇 150 音乐家：柯大宜（1882–1967）
- 诗篇 121 音乐家：达律斯·米约（1892–1974）
- 诗篇 24 音乐家：莉莉·布朗热（1893–1918）
- 诗篇 121 和 诗篇 150 音乐家：霍华德·汉森（1896–1981）
- 赞美主耶和华（诗篇 147、148 和 150）音乐家：罗杰·塞欣斯（1896–1985）
- 诗篇 121 音乐家：亨利·考埃尔（1897–1965）
- 诗篇 150 音乐家：罗伊·哈里斯（1898–1979）
- 两首赞美诗（包含诗篇[26]121）音乐家：杰拉德·芬兹（1901–1956）
- 诗篇 28 音乐家：阿兰·霍夫哈奈斯（1911–2000）
- 诗篇 29 音乐家：雨果·威斯加尔（1912–1997）
- 诗篇 150（1962, op.67）音乐家：本杰明·布里顿（1913–1976）
- 诗篇 150 音乐家：乔治·罗奇伯格（1918–2005）
- 我很高兴（诗篇 122）音乐家：丹尼尔·平克汉姆（1923–2006）
- 诗篇 13 和一句格言 音乐家：内德·罗雷姆（b. 1923）
- 大卫的诗篇（诗篇 13）音乐家：罗伯特·斯塔勒（1924–2001）
- 诗篇 24 诗篇 40 诗篇 121 和 诗篇 150 音乐家：塞缪尔·阿德勒（b. 1928）
- 诗篇13篇3首配乐 音乐家：埃德温·伦敦（b. 1929）
- 诗篇 143 音乐家：耶胡迪·怀纳（b. 1929）
- 诗篇 150 音乐家：威廉·马蒂亚斯（1934–1992）
- 诗篇 8 音乐家：约翰·科里利亚诺（b. 1938）
- 诗篇 6 和 诗篇 92 音乐家：马克·奥尔伯格（b. 1957）
- 诗篇 73 音乐家：巴洛女孩
- 诗篇 40 和 诗篇 116 音乐家：U2
- 诗篇 50 音乐家：誓言
- 多篇诗篇 音乐家：灵魂-垃圾（不同的专辑）

### 閱讀聖經
- 詩篇 （页面存档备份，存于）
- 诗篇 （页面存档备份，存于）
- 聖詠譯義 - 古詩體的聖詠，吳經熊博士 譯.
- 聖詠經 - 1879年東正教固里卡爾波夫 （页面存档备份，存于） (Гурий Карпов) 譯本。
- 聖詠集 - 天主教《思高聖經》線上閱讀.